# Crostata ricotta e visciole
Sfogliatelle – rodzaj włoskiego ciasta typowego dla Rzymu, wywodzący się z kuchni żydowskiej, ciasto kruche z serem ricotta i posypane jest dużą ilością wiśni lub dżemem wiśniowym.